# Орешкевич, Иван Павлович
Иван Павлович Орешкевич (бел. Іван Паўлавіч Арашкевіч; род. 20 января 2005, Брест) — белорусский футболист, полузащитник дзержинского «Арсенала».

## Карьера
Воспитанник футбольной академии брестского «Динамо». В начале 2021 года футболист стал игроком брестского «Руха», а затем в июле 2022 года перешёл в структуру солигорского «Шахтёра», где также продолжал выступать на юношеском уровне. В конце марта 2023 года футболист перешёл в дзержинский «Арсенал», подписав контракт до конца сезона. Дебютировал за клуб футболист 2 апреля 2023 года в матче против петриковского «Шахтёра», выйдя на замену на 65 минуте. По итогу сезона футболист вместе с клубом досрочно стал победителем чемпионата. Первым результативным действием за клуб футболист отличился 25 ноября 2023 года в матче заключительного тура против «Молодечно-2018», отдав голевую передачу. На протяжении сезона футболист был в клубе одним из основных игроком, преимущественно выходя на поле со скамейки запасных, отличившись своей единственной результативной передачей.
В марте 2024 года футболист продлил контракт с дзержинским «Арсеналом» ещё на сезон. Новый сезон футболист начал 17 марта 2024 года с дебютного матча в Высшей лиге против жодинского «Торпедо-БелАЗ», выйдя на поле в стартовом составе.

## Международная карьера
В июне 2023 года футболист получил вызов в юношескую сборную Беларуси до 19 лет.

## Достижения
«Арсенал» Дзержинск
- Победитель Первой лиги: 2023

## Семья
Старший брат Ярослав Орешкевич — профессиональный футболист.
Младший брат Максим Орешкевич — профессиональный футболист.